# Гранфельт, Ханс
Ханс Олоф Клеменс Гранфельт (швед. Hans Olof Clemens Granfelt, 26 октября 1897 — 5 сентября 1963) — шведский дискобол и фехтовальщик, призёр Олимпийских игр и чемпионатов мира.

## Биография
Родился в 1897 году в Стокгольме. В 1920 году принял участие в состязаниях по метанию диска на Олимпийских играх в Антверпене. В 1931 году стал бронзовым призёром Международного первенства по фехтованию в Вене. В 1936 году завоевал серебряную медаль Олимпийских играх в Берлине в фехтовании на шпагах.
В 1937 году стал бронзовым призёром первого официального чемпионата мира по фехтованию (одновременно Международная федерация фехтования задним числом признала чемпионатами мира все проходившие ранее Международные первенства по фехтованию).